# Lingua nadsat
Il Nadsat è una lingua artistica inventata dallo scrittore Anthony Burgess, e usata da alcuni personaggi nel romanzo Arancia meccanica. È sostanzialmente inglese, con l'aggiunta di svariate parole mutuate dalla lingua russa ed altre inventate dall'autore.
Nella versione italiana del romanzo, curata da Floriana Bossi, il nadsat è stato reinventato con parole che richiamano alcuni dialetti e l'onomatopea; molte, tuttavia, sono le invenzioni interamente originali.

## Descrizione
Creato come slang giovanile, il Nadsat è usato anche dall'antieroe e narratore del libro, Alex, per raccontare in prima persona la storia al lettore. Lo usa anche per comunicare con altri personaggi del romanzo, come con i Drughi, i suoi genitori, le sue vittime e le figure autoritarie con cui viene in contatto.
Il Nadsat è fondamentalmente inglese con alcune parole prese in prestito dal russo. Lo slang contiene anche, oltre a parole di origine poco chiara e altre che Burgess ha inventato, influenze dal Cockney e dalla lingua russa. Lo stesso termine Nadsat (da Nadcat'), che qui significa adolescente, è un suffisso "-надцать" finale dei numeri russi da 11 a 19. Ciò richiama l'uso del suffisso inglese "-teen" per il termine "Teenager" (Adolescente).

## Funzione
Burgess, un poliglotta che amava il linguaggio in tutte le sue forme, era consapevole del fatto che il gergo linguistico fosse di natura in costante cambiamento. Consapevole che se avesse usato un modo di parlare al tempo in uso il romanzo sarebbe diventato molto presto datato, creò allora il Nadsat. L'uso di tale slang è quindi essenzialmente pragmatico; aveva bisogno che il suo narratore avesse una voce unica che restasse senza età rafforzando nel contempo l'indifferenza di Alex alle norme della sua società, e suggerendo che la sottocultura giovanile esiste indipendentemente dal resto della società. In Arancia Meccanica, gli interrogatori di Alex descrivono la fonte del suo argot come "penetrazione subliminale".

## Derivazione delle parole
Le influenze russe svolgono il ruolo più importante in Nadsat. La maggior parte di quelle parole di influenza russa sono parole di prestito leggermente anglicizzate, che spesso mantengono la pronuncia russa originale. Un esempio è la parola russa Lyudi, che è anglicizzata dalle lewdies, e che significa "persone". Un'altra parola russa è Bábushka, che è anglicizzato in baboochka, che significa "nonna", "vecchia". Alcune delle parole anglicizzate vengono abbreviate, come ad esempio veck da čelovék, e che significa "persona", "uomo" (sebbene la parola anglicizzata chelloveck sia usata anche nel libro).
Un ulteriore mezzo per costruire le parole Nadsat è l'impiego di omofoni (fenomeno noto come paretimologia). Ad esempio, un termine Nadsat che può sembrare una composizione inglese, horrorshow, deriva in realtà dalla parola russa corrispondente per "buono"; khorosho, che sembra simile a horrorshow. In questo stesso modo molte delle parole di prestito della Russia diventano un ibrido anglo-russo, con origini russe, ma con grafie e pronunce inglesi. Un ulteriore esempio è la parola russa per "testa", golová, che suona simile a Gulliver, noto dai Viaggi di Gulliver. Di conseguenza Gulliver diventa l'espressione Nadsat per il concetto di "testa".
Molti dei suddetti prestiti, tuttavia, mantengono la loro ortografia e significato originale, come ad esempio devotchka ("ragazza") e droog ("amico").
Inoltre, il gergo inglese del Nadsat è costruito con tecniche di formazione linguistica comuni. Alcune parole sono mescolate, altre tagliate o composte. Nel linguaggio Nadsat una "risata" diventa guff (versione abbreviata di guffawing); e la "prigione di stato" (state jail) è mescolata per diventare staja. Molti termini gergali inglesi comuni sono semplicemente abbreviati. La sigaretta, chiamata in gergo inglese comune cancer stick, in Nadsat si riduce a cancro.

## Terminologia
Viene qui riportato un glossario terminologico: 
| Termine                                         | Significato                        | Origini |
| ----------------------------------------------- | ---------------------------------- | --- |
| Appy polly loggy                                | Scusa/Scusate                      | linguaggio studentesco (EN) |
| Babushka                                        | Donna anziana                      | бабушка babuška - nonna (RU) |
| Baddiwad                                        | Cattivo                            | linguaggio studentesco (EN) |
| Banda (Ganga -IT-)                              | Banda/Gang                         | банда banda - banda (RU) |
| Bezoomnyj (Scardinato -IT-)                     | Pazzo                              | безумный bezumnyj - pazzo (RU) |
| Biblio                                          | Biblioteca                         | библиотека biblioteka - biblioteca (RU) |
| Bitva                                           | Battaglia                          | битва bitva - battaglia (RU) |
| Bog ( Zio -IT-)                                 | Dio                                | Бог Bog - Dio (RU) |
| Bolnoy (Malenco -IT-)                           | Malato                             | больной bol'noj - malato (RU) |
| Bolshy (Tamagno -IT-)                           | Grande                             | большой bol'šoj - grande (RU) |
| Bračny                                          | Bastardo                           | внебрачный vnebračnyj - bastardo / illegittimo (RU)                                                                                           |
| Bratty                                          | Fratello                           | брат brat' - fratello (RU) |
| Britva (Lisca - IT)                             | Rasoio                             | бритва britva - rasoio (RU) |
| Brooko                                          | Addome                             | брюко brjuko - addome (RU) |
| Brosay                                          | Gettare                            | бросать brosat' - gettare (RU) |
| Bugatty                                         | Ricco                              | богатый bogatyj - danaroso/ricco (RU) |
| Cal (Sguana -IT-)                               | Merda                              | кал kal - escrementi/feci (RU) |
| Cancer (Cancerosa -IT-)                         | Sigaretta                          | slang (EN) |
| Cantora                                         | Ufficio                            | контора kontora (pron. kantóra) - ufficio (RU)                                                                                                |
| Carman                                          | Tasca                              | карман karman - tasca (RU) |
| Chai                                            | Tè                                 | чай čaj - tè (RU) |
| Charlie (Cornacchia -IT-)                       | Prete/Cappellano                   | Inventato (slang: Charlie Chaplin → Chaplain -cappellano-) (EN)                                                                               |
| Chasha                                          | Coppa                              | чашка čaška - coppa (RU) |
| Chasso (Satellite -IT-)                         | Guardia                            | часовой časovoj - sentinella (RU) |
| Cheena (Quaglia -IT-)                           | Donna                              | женщина ženščina - donna (RU) |
| Cheest                                          | Lavare                             | чистить čistit' - pulire (RU) |
| Chelloveck (Soma -IT-)                          | Amico                              | человек čelovek - persona, individuo (RU) |
| Chepooka                                        | Sciocchezza                        | чепуха čepuka - sciocchezza, assurdità (RU)                                                                                                   |
| Choodessny                                      | Meraviglioso                       | чудесный čudesnyj - meraviglioso (RU) |
| Chumble (Rovellare -IT-)                        | Pensare                            | inventato (chatter + mumble / chiacchierone + pensare) (EN)                                                                                   |
| Clop (Festone -IT-)                             | Colpo                              | klopfen - colpire (DE) / kloppen - colpire (MS) (NL)                                                                                          |
| Collocol                                        | Campana                            | колокол kolokol - campana (RU) |
| Crark                                           | Yowl                               | yowl! (imitazione di un suono), sconosciute (EN)                                                                                              |
| Crast (Crastare -IT-)                           | Rubare                             | красть krast' - rubare (RU) |
| Creech (Scricciare -IT-)                        | Urlare                             | кричать kričat - urlare (RU) |
| Cutter (Bella Maria -IT-)                       | Denaro                             | Termine cockney, (slang di rime inglese) in cui cutter rima con bread and butter (denaro, stipendio) (EN)                                     |
| Dama                                            | Signora                            | дама dama - signora (RU) |
| Ded (Poldo -IT-)                                | Anziano                            | деда ded - nonno (RU) |
| Deng                                            | Moneta                             | деньги den'gi - denaro (RU) |
| Devočka (Devotchka -IT-)                        | Giovane donna                      | девочка devočka - ragazza/bambina (RU) |
| Dobby                                           | Bene                               | добро dobro - buono/bene (RU) |
| Domy (Gabbione -IT-)                            | Casa                               | дом dom - casa (RU) |
| Dook                                            | Fantasma                           | dook - magico (RMY) / дух duch - spirito (RU)                                                                                                 |
| Drencrom                                        | Una droga                          | inventato (da adrenocromo) (EN) |
| Droog (Drugo -IT-)                              | Amico                              | друг drug - amico (RU) |
| Dva                                             | Due                                | два dva - due (RU) |
| Eggiweg (Coccovetto -IT-)                       | Uova                               | da egg, linguaggio studentesco (EN) |
| Em                                              | Mamma                              | Hebrew: אֵם 'ēm - madre (HE) |
| Fagged                                          | Stanco                             | slang (EN) |
| Gulliver                                        | Cervello                           | голова duro (pron.galavá) - testa, pene (RU)                                                                                                  |
| Horrorshow (Cinebrivido -IT-)                   | Buono, figo                        | хорошо chorošo - buono, bene (RU) |
| Hound-and-Horny (Friggi-buco -IT-)              | Banale                             | Slang (EN) |
| In-out in-out (Su e giù oppure Va e vieni -IT-) | Sesso (riferito anche allo stupro) | inventato (EN) |
| Korova                                          | Mucca                              | корова korova - mucca (RU) |
| Malcikko (Malcico -IT-)                         | Ragazzo                            | мальчик mal'čik - giovane (RU) |
| Malenko (Migno -IT-)                            | Piccolo                            | маленький malen'kij - piccolo (RU) |
| Maslo                                           | Burro                              | масло maslo - olio/burro (RU) |
| Mesto (Sosto -IT-)                              | Luogo                              | место mesto - luogo (RU) |
| Millicent (Cerino -IT-)                         | Poliziotto                         | милиция milicija - polizia/milizia (RU) |
| Minoota                                         | Minuta                             | минута minuta - minuto (RU) |
| Molodoj                                         | Giovane                            | молодой molodoj - giovane (RU) |
| Moloko                                          | Latte                              | молоко moloko - latte (RU) |
| Mounch                                          | Snack                              | inventato (EN) |
| Mozg (Cardine -IT-)                             | Cervello                           | мозг mozg - cervello (RU) |
| Nadsat                                          | Adolescenza                        | надцать nadcat' - particella finale dei numeri da 11 a 19 (RU)                                                                                |
| Nochy                                           | Notte                              | ночь noč' - notte (RU) |
| Noga (Patta -IT-)                               | Piede                              | нога noga - piede (RU) |
| Nož (Lisca -IT-)                                | Coltello                           | нож nož - coltello (RU) |
| Odin                                            | Uno                                | один odin - uno (RU) |
| Ooko                                            | Orecchio                           | ухо ucho - orecchio (RU) |
| Oomny                                           | Intelligente                       | умный umnyj - intelligente (RU) |
| Oožassny                                        | Terribile                          | ужасный užasnyj - terribile (RU) |
| Oozy                                            | Catena                             | узы uzy - catena (RU) |
| Orange (arancia)                                | Uomo                               | Orang - uomo (MS) / gioco di parole con Orang/utan (EN)                                                                                       |
| Osoosh                                          | Guidare                            | осушать osušat' - guidare (RU) |
| Otchies                                         | Occhiali                           | очки, očki - occhiali (RU) |
| Pan-handle                                      | Erezione                           | inventato (EN) |
| Pee (Pi -IT-)                                   | Padre                              | inventato (P di papà) (EN) |
| Peet (Glutare -IT-)                             | Bere                               | пить pit' - bere (RU) |
| Pishcha                                         | Cibo                               | пища pišča - cibo (RU) |
| Platch (Ueueare -IT-)                           | Piangere                           | плакать plakat' - piangere (RU) |
| Plott (Plotto -IT-)                             | Carne (inteso anche come pene)     | плот plot - carne (RU) |
| Pop-disk (Pop-disco -IT-)                       | Disco di musica Pop                | inventato (EN) |
| Prestupnik                                      | Criminale                          | преступник prestupnik - criminale (RU) |
| Ptitsa                                          | Ragazza                            | птица ptica - uccellino (RU) |
| Pjahnitsa (Sviccio -IT-)                        | Ubriaco                            | пьяница pjanica - ubriaco (RU) |
| Rabbit (Sgroppo -IT-)                           | Lavoro                             | работа rabota (pron. rabóta) - lavoro (RU) |
| Rot (Truglio -IT-)                              | Bocca                              | рот rot - bocca (RU) |
| Rozz (Rozzo -IT-)                               | Poliziotto                         | рожа roža - brutta faccia (RU) |
| Sabog                                           | Scarpa                             | sabot, tipo di scarpa (FR) / сапог sapog - stivale (RU)                                                                                       |
| Sakar                                           | Zucchero                           | сахар sachar - zucchero (RU) |
| Sammy                                           | Generoso                           | самое samoe - il maggiore (RU) |
| Sarky                                           | Sarcastico                         | slang (abbreviazione) (EN) |
| Sharp                                           | Femminile                          | inventato (EN) |
| Shilarny                                        | Preoccupazione                     | inventato (EN) |
| Shive                                           | Taglio                             | Slang: shiv - un coltello (EN) |
| Shiyah                                          | Collo                              | шея šeja - collo (RU) |
| Shlaga                                          | Club                               | schlager - genere di canzoni tedesche degli anni '50-60 (DE), qui, per estensione, i club in cui venivano suonate / slaag - colpire (MS)-(NL) |
| Sloosh (Snicchiare -IT-)                        | Ascoltare                          | слушатъ slušat' - ascoltare (RU) |
| Slovo (Mottata -IT-)                            | Parola                             | слово slovo - parola (RU) |
| Snoutie                                         | Tabacco                            | inventato: to snout = sniffare (EN) |
| Snuff It (Sbaraccare -IT-)                      | Morire                             | slang: to snuff = to die (morire) (EN) |
| Sobirat                                         | Prendere                           | собирать sobirat' - raccogliere (RU) |
| Sod                                             | Bastardo                           | slang: da sodomita (EN) |
| Sodding (Pasticciare -IT-)                      | Scopare (sesso)                    | Slang : da sodomy (EN) |
| Soomka                                          | Donna                              | сумка sumka - borsetta (da donna) (RU) |
| Soviet                                          | Consiglio/Ordine                   | совет sovet - consiglio (RU) |
| Spat / Spačka (Ronfare -IT-)                    | Dormire                            | спать spat' - dormire (RU) |
| Spoogy                                          | Terrificato                        | спугивать spugivat' - intimidire (RU) (non esiste in russo, c'è invece "пугать, запугивать")                                                  |
| Staja (Prista -IT-)                             | Prigione                           | inventato (fusione di STAte Jail, prigione statale) (EN)                                                                                      |
| Starry (Bigio -IT-)                             | Vecchio, antico                    | старый staryj - antico, vecchio (RU) |
| Strack                                          | Horror                             | страх strach - paura (RU) |
| Synthmesc                                       | Droga particolare                  | inventato: mescalina+sintetica (EN) |
| Tally                                           | Vita (addome)                      | талия talija - vita (RU) |
| Tashtook (Tashtucco -IT-)                       | Fazzoletto                         | Taschentuch (DE) |
| Tass                                            | Tazza                              | tazza (FR) |
| Thou                                            | Tu                                 | Inglese antico, ma anche ты ty - tu (EN-RU)                                                                                                   |
| Tolčok (Festare -IT-)                           | Colpire                            | толчок tolčok - un colpo (RU) |
| Vaysay                                          | WC (Gabinetto)                     | pronuncia francese di W.C. (FR) |
| Veck (Martino -IT-)                             | Tipo                               | da человек čelovek - persona, individuo (RU)                                                                                                  |
| Vellocet                                        | Tipo particolare di droga          | inventato (da velocity, intendendo lo speed) (RU)                                                                                             |
| Vešč (Trucca -IT-)                              | Cosa                               | вещь vešč' - cosa (RU) |
| Viddied (Locchiare -IT-)                        | Visto                              | видеть videt' - vedere (RU) |
| Warble                                          | Suono                              | suono, canto d'uccellino (EN) |
| Yahma                                           | Buco                               | яма jama - buco/grotta (RU) |
| Yahoody                                         | Ebreo                              | Yahoody (HE) |
| Yahzick (Slappa -IT-)                           | Lingua                             | язык jazyk - lingua (RU) |
| Yarbles (Jarballe -IT-)                         | Testicoli                          | яблоки jabloki - mele (RU) |
| Yeckate                                         | Guidare                            | ехать echat' - andare in macchina (RU) |
| Zamečat                                         | Memorabile                         | замечателный zamečatelnyj - memorabile (RU)                                                                                                   |
| Zasnoot                                         | Dormire                            | заснуть zasnut' - dormire (RU) |
| Žena                                            | Moglie                             | жена žena - moglie (RU) |
| Zoobies (Zughi -IT-)                            | Denti                              | зубы zubi - denti (RU) |
| Zvonock (Chiamino -IT-)                         | Campanello                         | звонок zvonok - campanello (RU) |
| Zvuk                                            | Suono                              | звук zvuk - suono (RU) |